# 朝みち子
朝 みち子（あした みちこ）は、元宝塚歌劇団娘役（元月組組長）。大阪府池田市出身。梅花学園出身。宝塚歌劇団時代の愛称はサッコ。日本舞踊・花柳久照。

## 来歴・人物
1962年に宝塚音楽学校に入学し、1964年に卒業。同年、50期生として、宝塚歌劇団に入団し、雪組公演『花のふるさと物語』で初舞台を踏む。入団時の成績は58人中39位。同期に鳳蘭、汀夏子、但馬久美、大原ますみ、竹生沙由里らがいる。
1965年3月20日、星組配属となる。
1986年から1990年まで月組組長を務めた。
2003年10月31日付で宝塚歌劇団を退団。最終出演公演の演目は月組・東京宝塚劇場公演『花の宝塚風土記』。彼女の退団により、50期生は全員宝塚を卒業した。

## 宝塚歌劇団時代の主な舞台
※『歌劇』2003年12月号 p.126-127（株式会社 阪急コミュニケーションズ）を参考にした。

### 初舞台・星組時代
- 『花のふるさと物語』（雪組）（1964年3月 - 5月）＊初舞台
- 『いのちある限り』新人公演：みち 役（本役：瑠璃豊美）（1971年6月）
- 『ベルサイユのばら』ジョゼフィーヌ 役（1976年3月 - 5月）
- 『風と共に去りぬ』プリシー 役（1977年5月 - 6月）
- 『風と共に去りぬ』ピティパット 役（1978年1月 - 2月、全国ツアー）
- 『白夜わが愛』千代菊 役（1979年5月 - 6月）

### 第1次専科時代
- 『花供養』小橋 役（専科）（1984年3月 - 4月、宝塚バウホール公演）

### 月組時代
- 『百花扇』京の芸者 役（1986年5月 - 6月）
- 『パリ、それは悲しみのソナタ』ジャンヌ（1986年11月 - 12月）
- 『ME AND MY GIRL』ワーシントン夫人 役（1987年5月 - 6月、11月 - 12月）
- 『南の哀愁』酋長 役（1988年5月 - 6月）
- 『恋と霧笛と銀時計』ふさ 役（1988年11月 - 12月）
- 『心中・恋の大和路』妙閑 役（1989年1月、宝塚バウホール公演）
- 『新源氏物語』尼君 役（1989年5月 - 6月）
- 『天使の微笑・悪魔の涙』アッカーマン夫人 役/『レッド・ホット・ラブ』（1989年11月 - 12月）
- 『大いなる遺産』ブランドレイ夫人 役/『ザ・モダーン』（1990年2月 - 3月）

### 第2次専科時代
- 『花扇抄』局 役（月組）（1993年9月 - 10月）
- 『花は花なり』花の女神 役（花組）（1996年1月 - 2月）
- 『浅茅が宿』踊る上臈 役（雪組）（1998年8月 - 9月）
- 『心中・恋の大和路』妙閑 役（雪組）（1999年1月、東京特別公演）
- 『花の宝塚風土記』女歌舞伎A（月組）（2003年4月 - 5月）

## テレビドラマ出演
- 『愛と青春の宝塚』日舞講師 役（2002年1月3日・4日：フジテレビ）